# Georges Cools de Juglart
Georges Marie Ghislain Cools de Juglart (Lier, 14 februari 1889 - Ukkel, 14 november 1953) was een Belgisch senator.

## Levensloop
Cools de Juglart promoveerde tot doctor in de rechten. Hij werd provincieraadslid voor Brabant (1921-1936).
In 1936 werd hij verkozen tot katholiek senator voor het arrondissement Brussel en vervulde dit mandaat tot in 1946.

## Publicatie
- Recherches généalogiques et héraldiques. Basternay, de Maillé, de Monchenu, de Brosse, de Châtillon, de Deols, Chauvigny, Montfort, Montauban, de Rieux, de Rohan, de Clisson, ...,
- Recherches généalogiques et héraldiques. Maison de Bastarnay.